# Suzuko Omamura
Suzuko Omamura, 5e dan de gōjū-ryū, est une karatéka japonaise surtout connue pour avoir remporté le titre de championne du monde en kata individuel féminin aux championnats du monde de karaté 1980 organisés à Madrid, en Espagne.

## Historique
Elle est la première championne du monde féminine en kata.

## Résultats
| Résultat      | Date | Épreuve         | Catégorie | Compétition                | Ville hôte         |
| ------------- | ---- | --------------- | --------- | -------------------------- | ------------------ |
| Médaille d'or | 1980 | Kata individuel | Seniors   | Championnats du monde 1980 | Madrid, en Espagne |